# Ferrari F50
Der F50 ist ein Supersportwagen, den der italienische Sportwagenhersteller Ferrari von 1995 bis 1997 baute. 

## Geschichte und Beschreibung
Der Ferrari F50 wurde zwischen 1995 und 1997 anlässlich des 50-jährigen Firmenjubiläums in einer begrenzten Stückzahl von offiziell 349 Fahrzeugen gebaut und nur an ausgewählte Kunden verkauft. Der Neupreis des Fahrzeuges betrug umgerechnet zirka 380.000 Euro.
Das Hardtop des Fahrzeugs kann entfernt werden, um es in einen offenen Zweisitzer zu verwandeln.
Im F50 steckt viel Formel-1-Technik. Die Karosserie besteht aus kohlenstofffaserverstärktem Kunststoff. Hierdurch wird eine enorme Steifigkeit erreicht. Die Reifen der Dimension 335/30 ZR 18 (Hinten) sitzen auf Felgen aus einer Aluminium-Magnesium-Legierung, die Radnaben bestehen aus Titan.

## Technische Daten
Der 4,7-Liter-V12-Mittelmotor des F50 leistet 382 kW (520 PS) bei 8500/min und basiert technisch auf dem Formel-1-Motor, der bis 1993 von Ferrari verwendet wurde. Gegenüber dem Formel-1-Motor wurde die Höchstdrehzahl des Motors von 15000/min auf 8700/min abgesenkt und der Hubraum vergrößert. Der 12-Zylinder-Motor mit einem Motorblock aus Grauguss ist als V-Motor mit einem Winkel von 65° aufgebaut. Der Motor hat eine Bohrung von 85 mm und einen Hub von 69 mm. Er arbeitet mit einem Verdichtungsverhältnis von 11,3:1. Die aus Leichtmetall geschmiedeten Kolben wurden von der Firma Mahle produziert. Die Pleuel sind aus Titan geschmiedet. Der Motor hat fünf Ventile pro Zylinder (drei Einlass- und zwei Auslassventile). Das Drehmoment wird über ein manuell geschaltetes Sechsganggetriebe auf die Hinterachse übertragen. Die Bremsanlage ist mit innenbelüfteten Scheibenbremsen ausgerüstet. An der Vorderachse werden Scheiben mit einem Durchmesser von 355 mm verwendet, an der Hinterachse mit 335 mm. Die Bremsanlage ist vom Hersteller Brembo. Der F50 war ab Werk mit einteiligen Magnesiumrädern mit Zentralverschluss ausgestattet. An der Vorderachse sind Felgen in der Größe 8,5 × 18 mit Reifen der Größe 245/35 ZR 18 eingebaut, an der Hinterachse Felgen in der Größe 13,0 × 18 mit Reifen der Größe 335/30 ZR 18. Ab Werk gab es Reifen von Goodyear und Bridgestone.
Das Leistungsgewicht beträgt 2,37 kg/PS. Auf der hauseigenen Teststrecke in Fiorano gab Ferrari eine Rundenzeit von 1:27,1 Minuten für den F50 an; somit rund 2,5 Sekunden schneller als sein direkter Vorgänger.
| Ferrari F50             | Ferrari F50                  |
| ----------------------- | ---------------------------- |
| Motorbauart:            | V12 (Mitte längs)            |
| Hubraum:                | 4699 cm³                     |
| Bohrung × Hub:          | 85,0 × 69,0 mm               |
| Leistung:               | 382 kW (520 PS) bei 8500/min |
| Drehmoment:             | 471 Nm bei 6500/min          |
| Vmax:                   | 325 km/h                     |
| 0–100 km/h:             | 3,9 s                        |
| 0–200 km/h:             | 12,9 s                       |
| Getriebe:               | 6-Gang-Schaltgetriebe        |
| Verbrauch (kombiniert): | 26,5 l/100 km                |
| Tankinhalt:             | 105 l                        |
| Leergewicht:            | 1230 kg                      |

## Bildergalerie

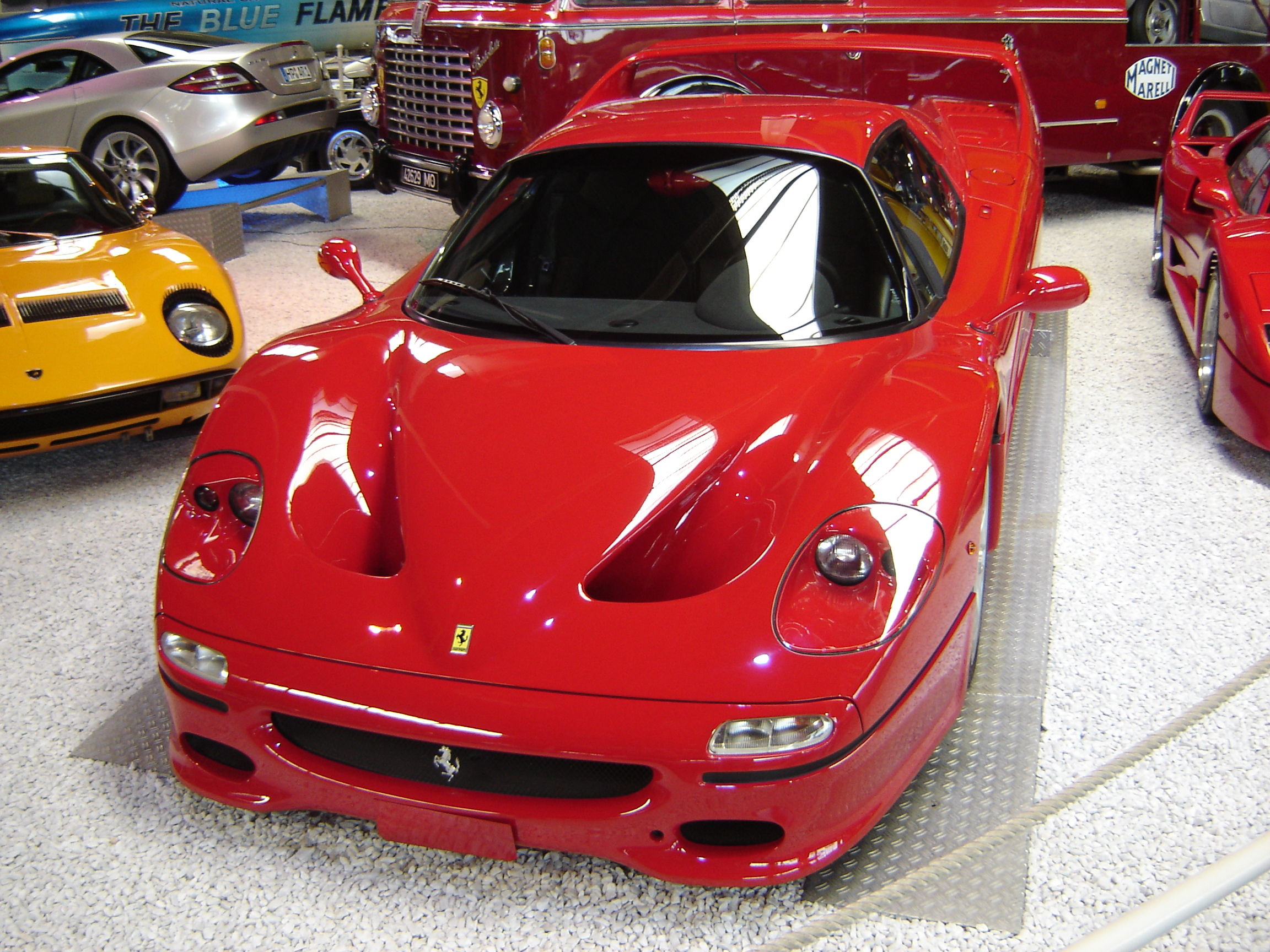
Ferrari F50 (Auto- und Technikmuseum Sinsheim)
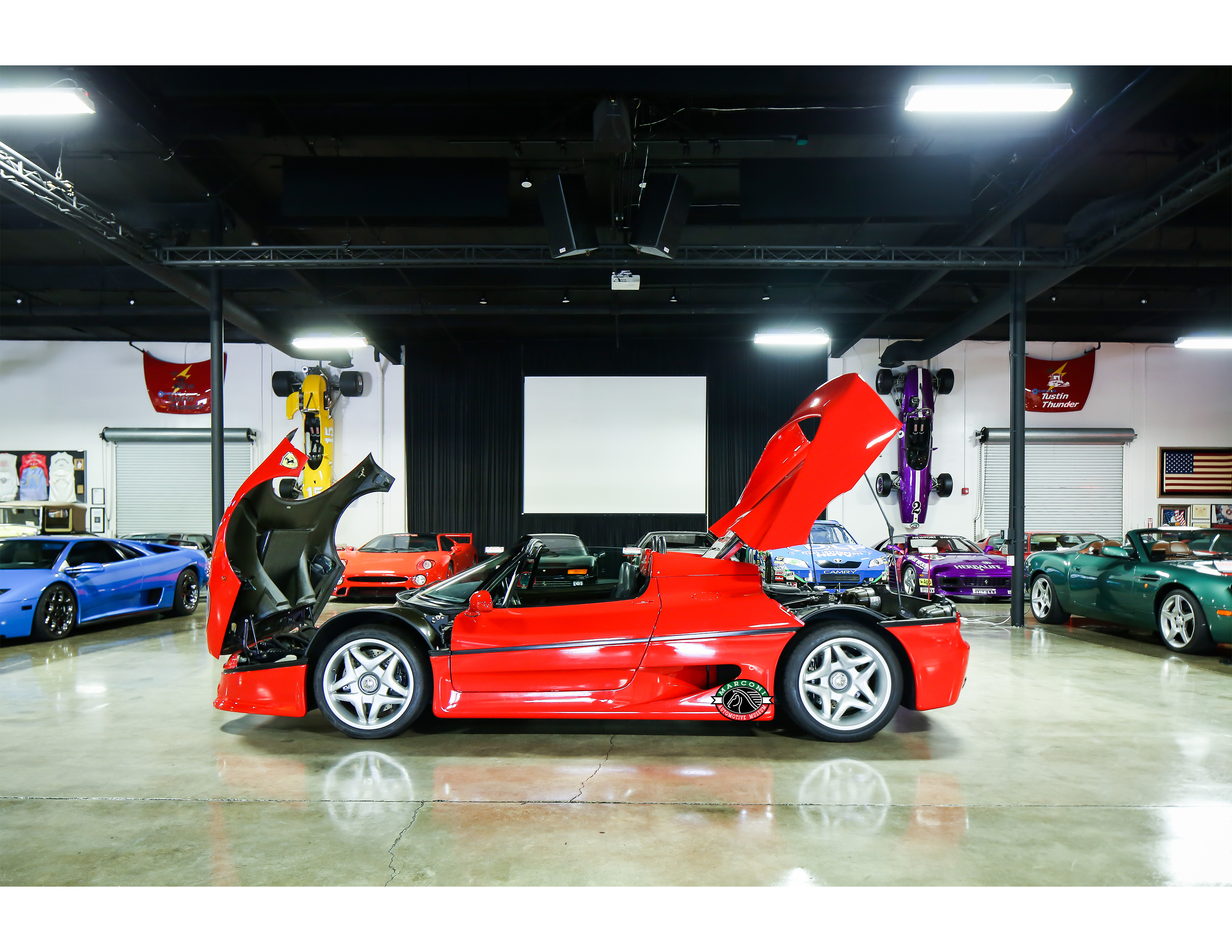
Seitenansicht des Ferrari F50 (Marconi Automotive Museum in Tustin, Kalifornien)
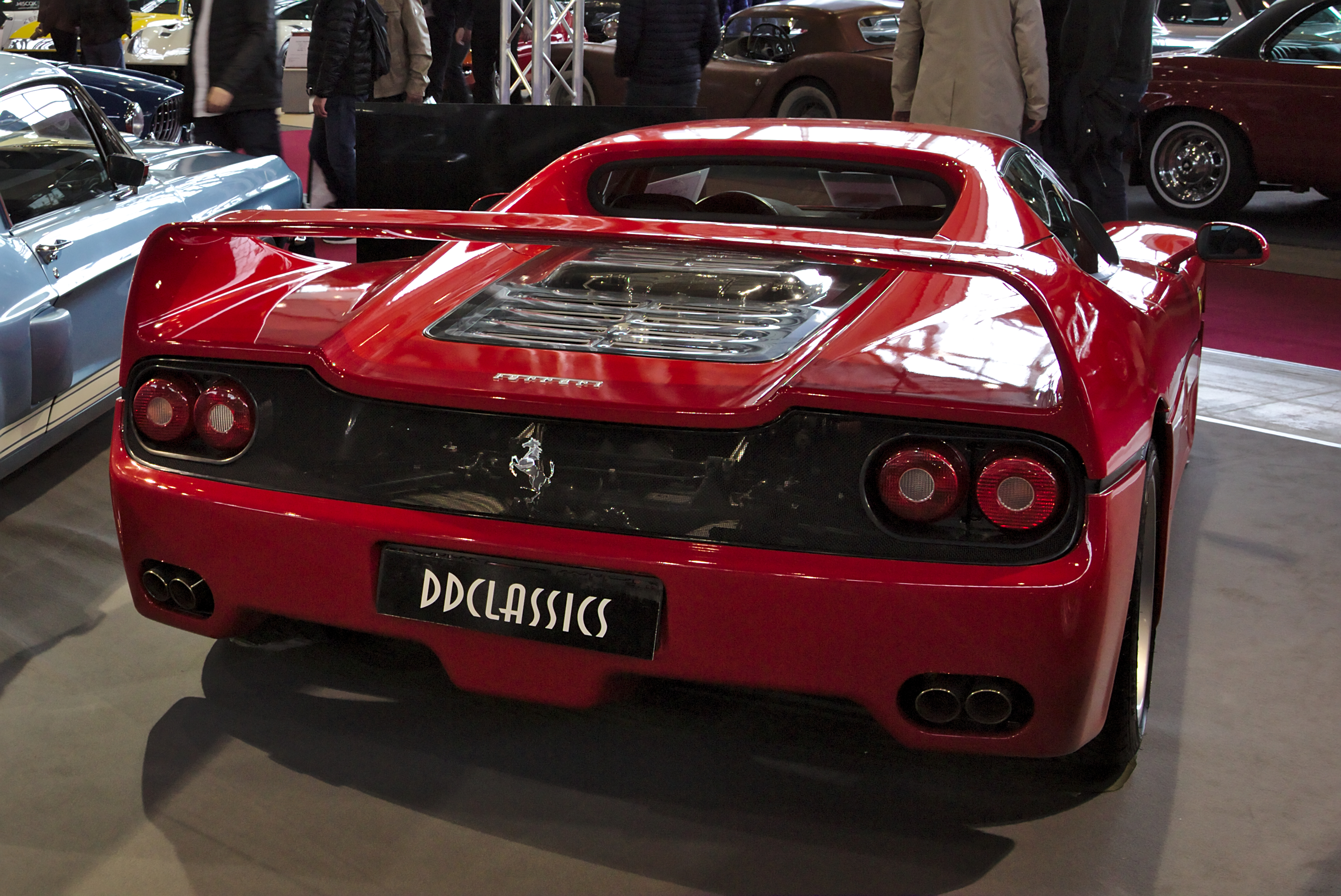
Heckansicht des Ferrari F50
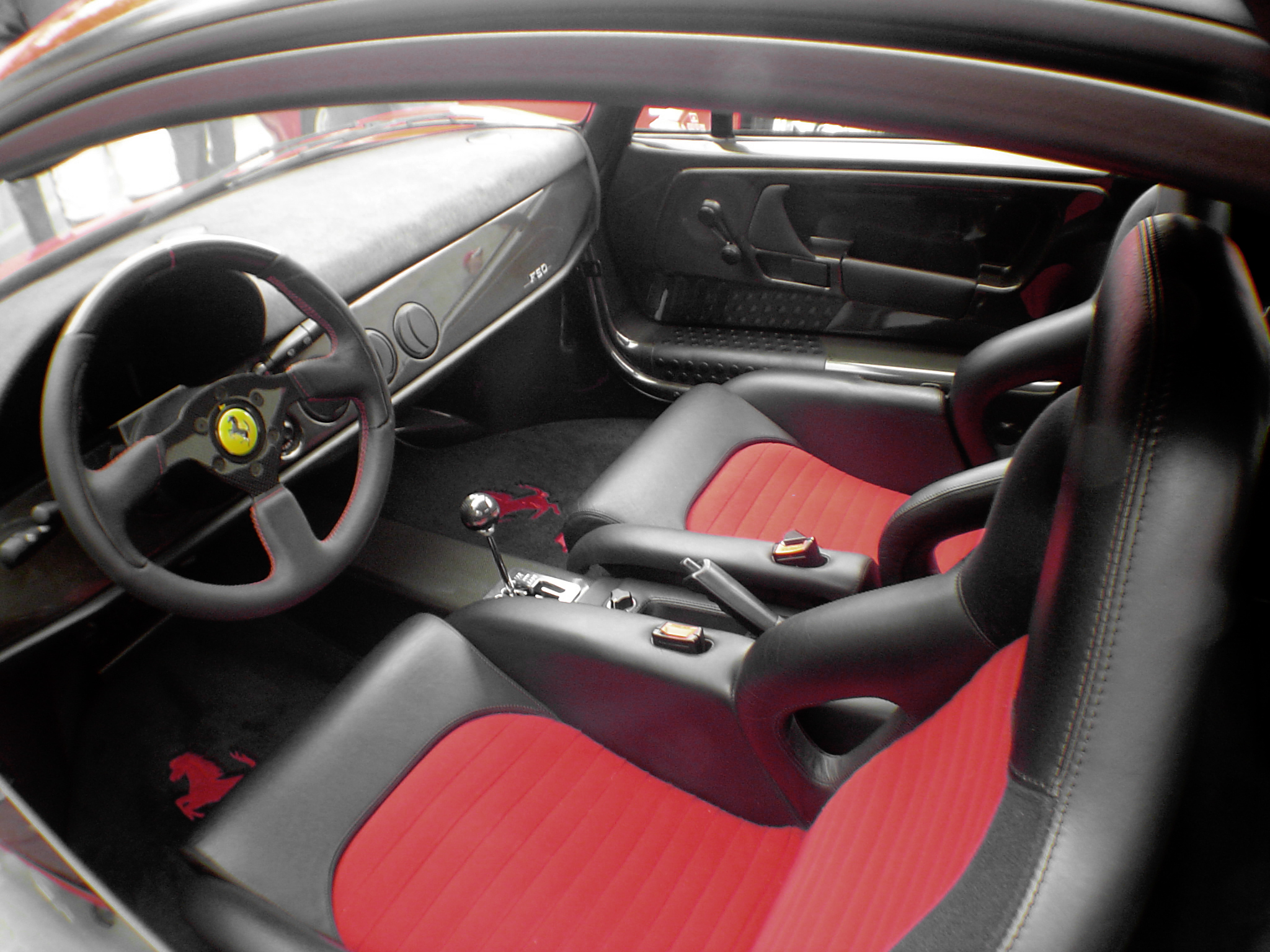
Interieur des Ferrari F50
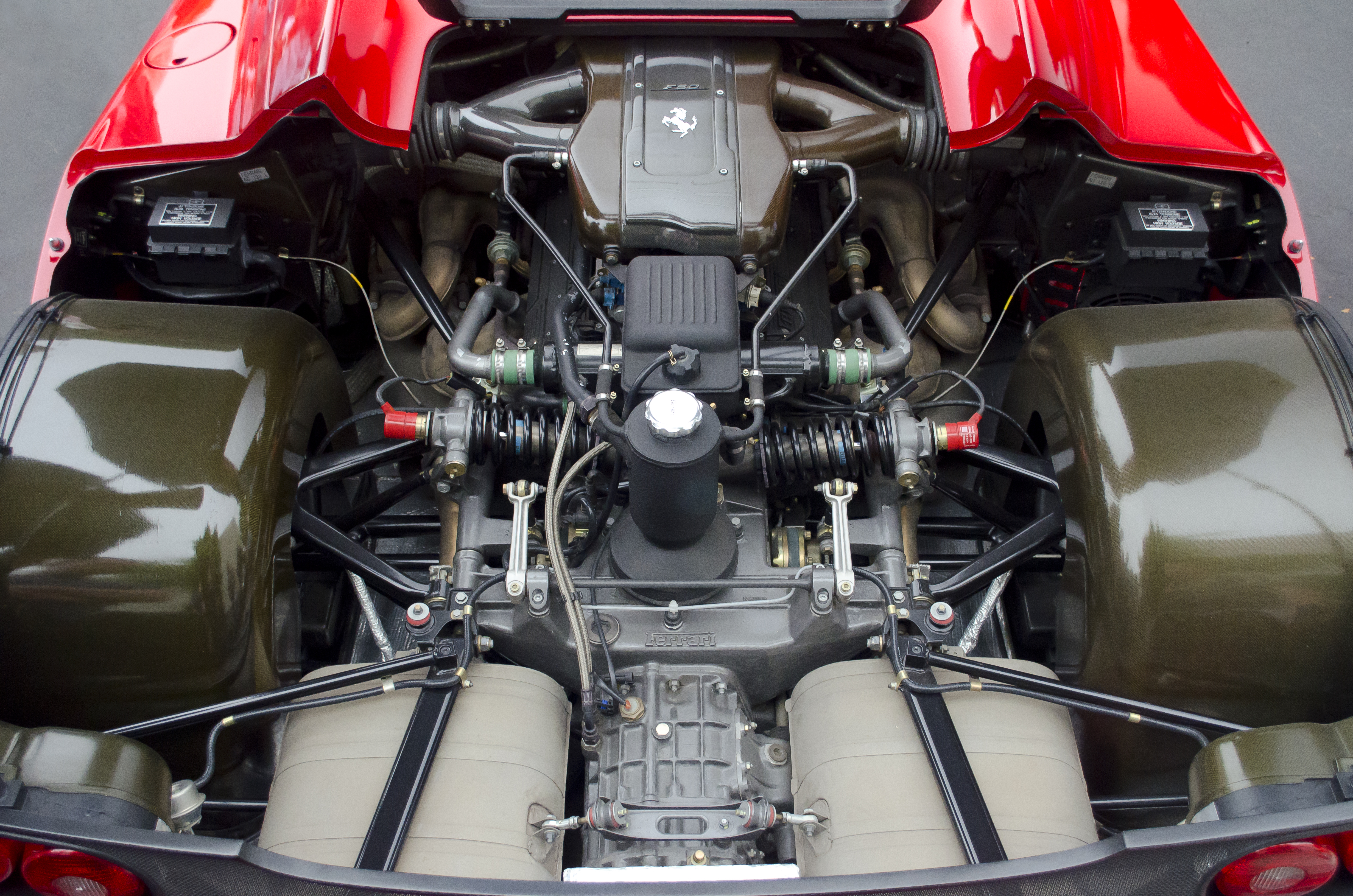
Motor des Ferrari F50